# Тамара Потоцька
Тамара Потоцька (словац. Tamara Potocká, 15 серпня 2002) — словацька плавчиня. Учасниця Чемпіонату світу з водних видів спорту 2022, де на дистанціях 50 і 100 метрів батерфляєм посіла, відповідно, 23-тє і 18-те місця й не потрапила до півфіналів, а в
змішаній естафеті 4x100 метрів комплексом її збірна посіла 17-те місце й не потрапила до фіналу.